# Chabla (obchtina)
La commune de Chabla (en bulgare Община Шабла - Obchtina Chabla) est située dans le nord-est de la Bulgarie.

## Géographie
La commune de Chabla est située dans le nord-est de la Bulgarie. Son chef-lieu est la ville de Chabla et elle fait partie de la région de Dobritch.

## Administration

### Structure administrative
La commune compte 1 ville et 15 villages :
- ville de Chabla
- village de Bojanovo
- village de Durankulak
- village de Ezéréts
- village de Goritchané
- village de Goroun
- village de Granitchar
- village de Krapéts
- village de Proléz
- village de Smin
- village de Staévtsi
- village de Tchérnomortsi
- village de Tvarditsa
- village de Tyulenovo
- village de Vaklino
- village de Zakhari Stoyanovo

## Galerie

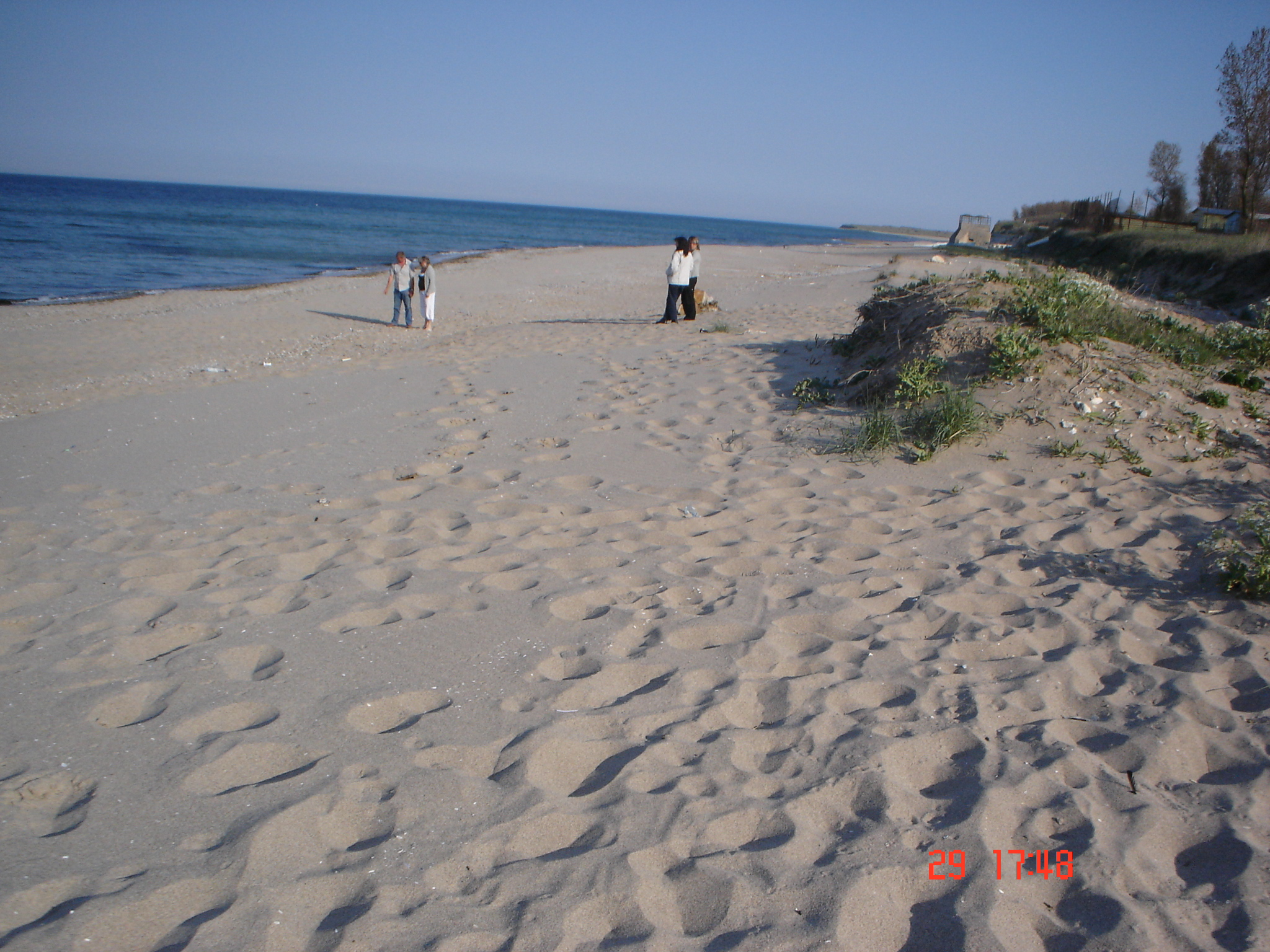
La plage de Chabla
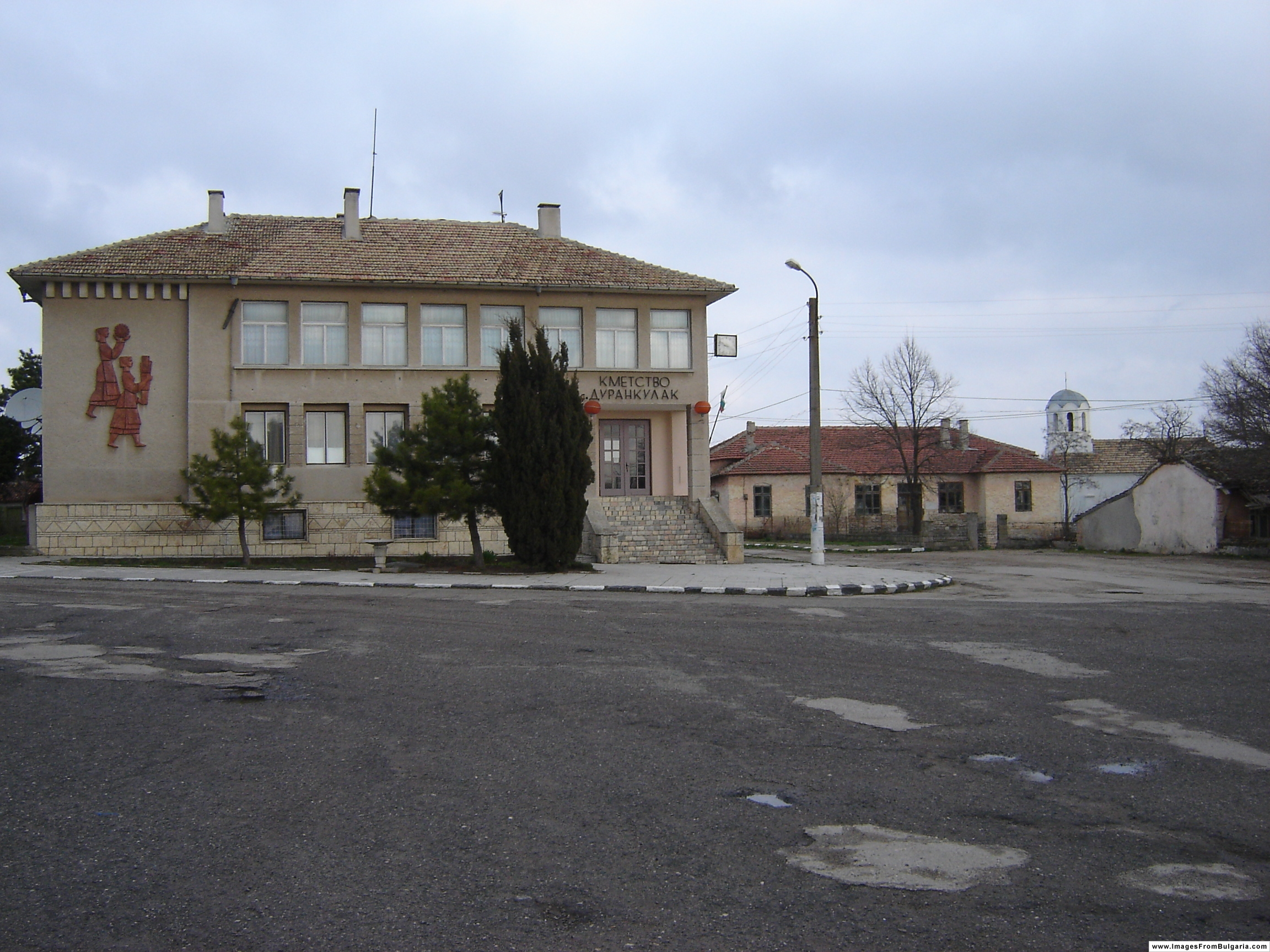
La mairie annexe de Durankulak